# Evangelische Kirche Fischertratten

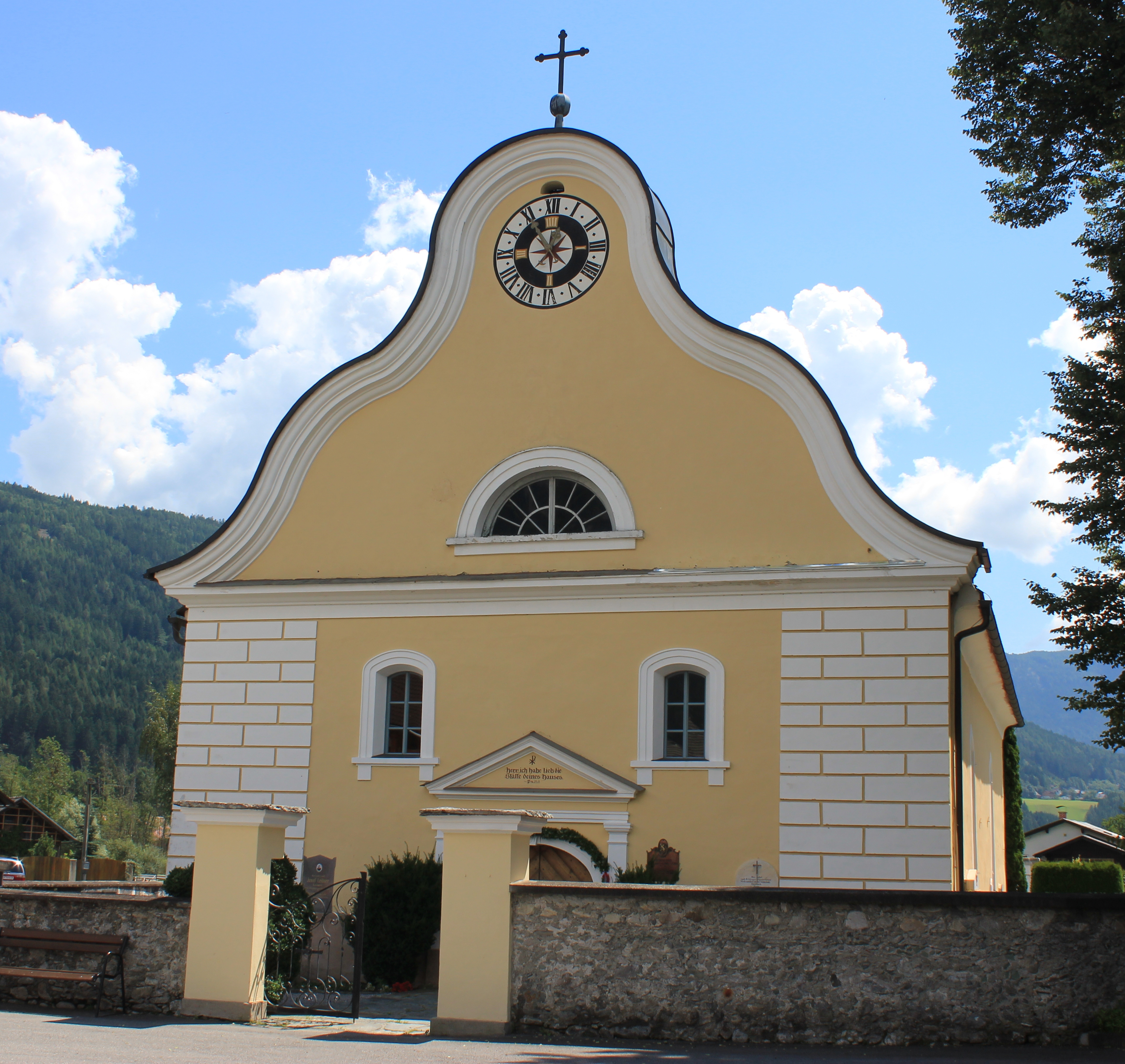

Die evangelische Kirche Fischertratten in der Gemeinde Malta wurde 1787 mit Hilfe des Grafen Hieronymus Maria Lodron, Katholik und Grundherr von Gmünd (vgl. Lodron), als Toleranzbethaus errichtet. Erst drei Jahre später wurde die evangelische Pfarrgemeinde Dornbach-Fischertratten gegründet. Lodrons Stiftung war ausreichend, um außer dem Bau die regelmäßige Bezahlung von Pfarrer und Schullehrer zu bestreiten. Das neben der Kirche erbaute Pfarr- und Schulhaus wurde 1978 abgebrochen.
Die Kirche ist ein kleiner barock-klassizistischer Bau aus dem Jahre 1787. An das ungegliederte Langhaus schließt eine halbrunde Apsis an. Die Westfassade weist eine Portalädikula und einen geschwungenen Giebel auf. Der Campanile neben der Kirche wurde 1985 errichtet. Der den Turm bekrönende Lodron’sche Löwe sowie eine Glocke stammen vom alten Pfarrhaus, die zweite Glocke wurde neu angeschafft.
Die auf Säulen stehende Musikempore besitzt im Mittelteil einen konvex ausschwingenden Orgelerker. Der rokoko-klassizistische, in Weiß und Gold gefasste Kanzelaltar mit zierlicher Säulenarchitektur und zwei seitlichen Bogendurchgängen stammt wie das Taufbecken aus der Erbauungszeit der Kirche.
Da der Pfarrsprengel der Evangelischen Pfarrgemeinde A. B. Dornbach neben dem Maltatal auch die Gemeinde Gmünd umfasst, werden seit 1922 auch in Gmünd Gottesdienste gehalten. Um 1990 wurde versucht, die ehemalige Stadtpfarrkirche, die seit einem Brand im 18. Jh. als Lager dient, dafür einzurichten.
Schließlich entschied man sich jedoch zu einem Neubau, der 2001 eingeweihten Dreieinigkeitskirche.

## Bilder

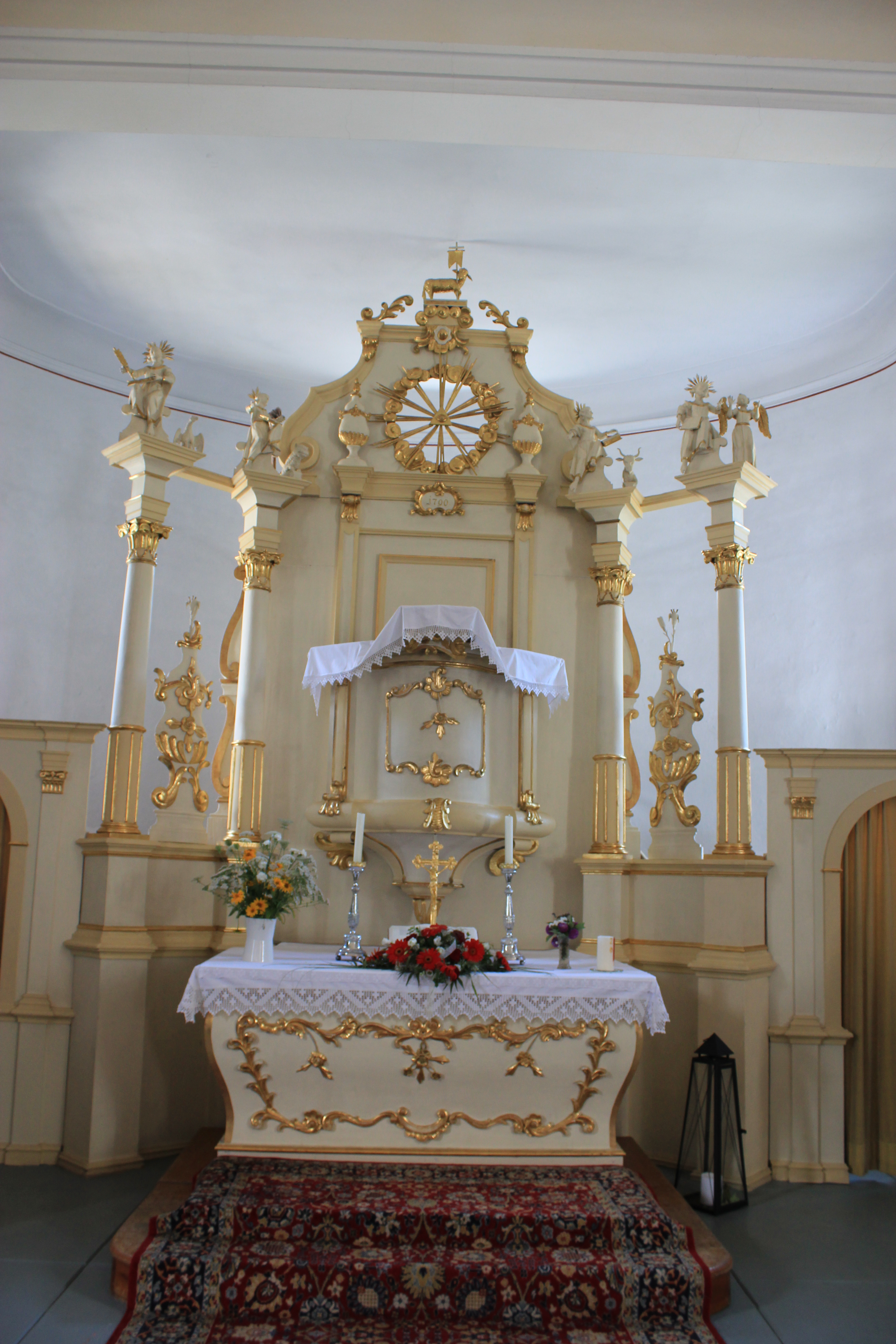
Altar
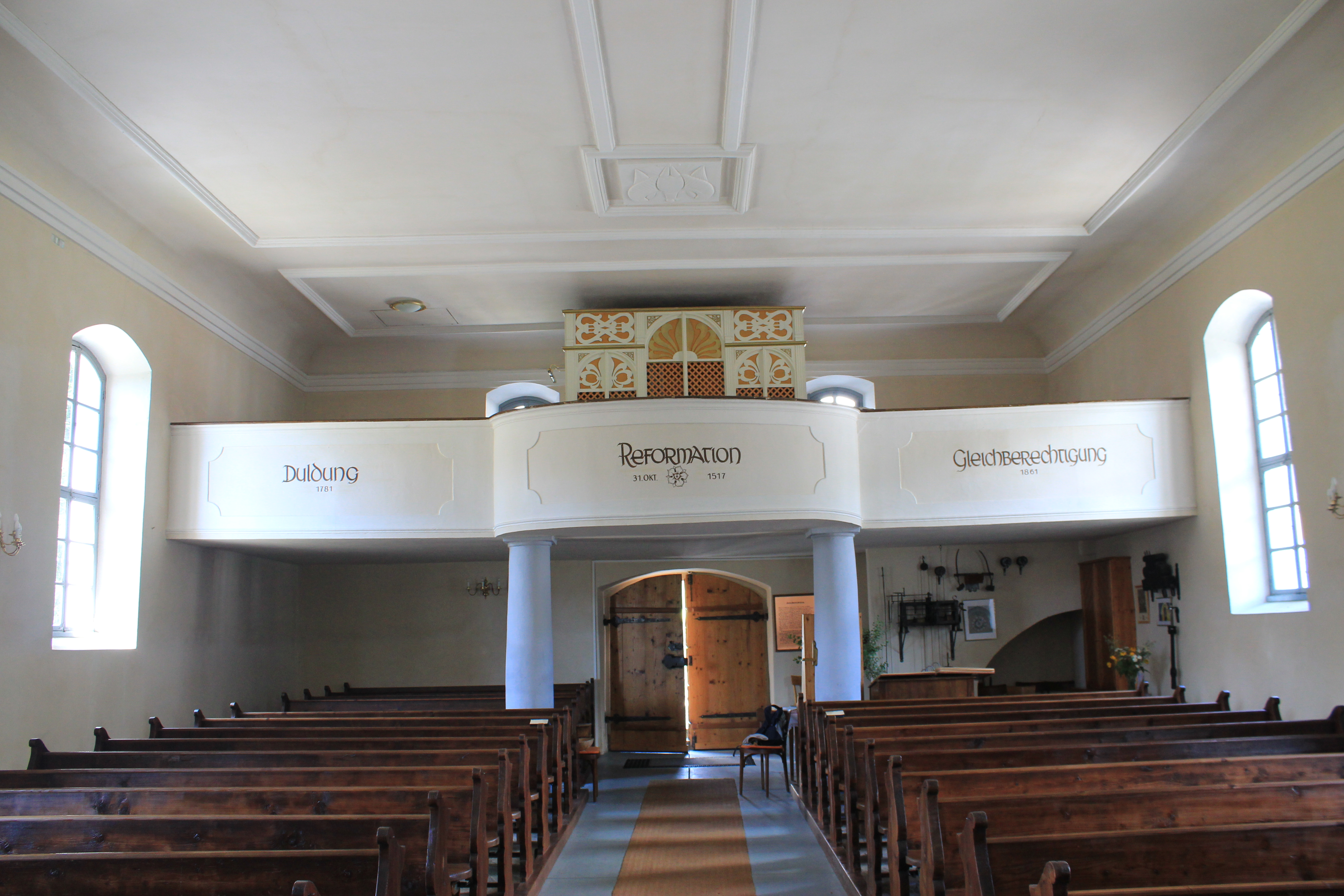
Empore
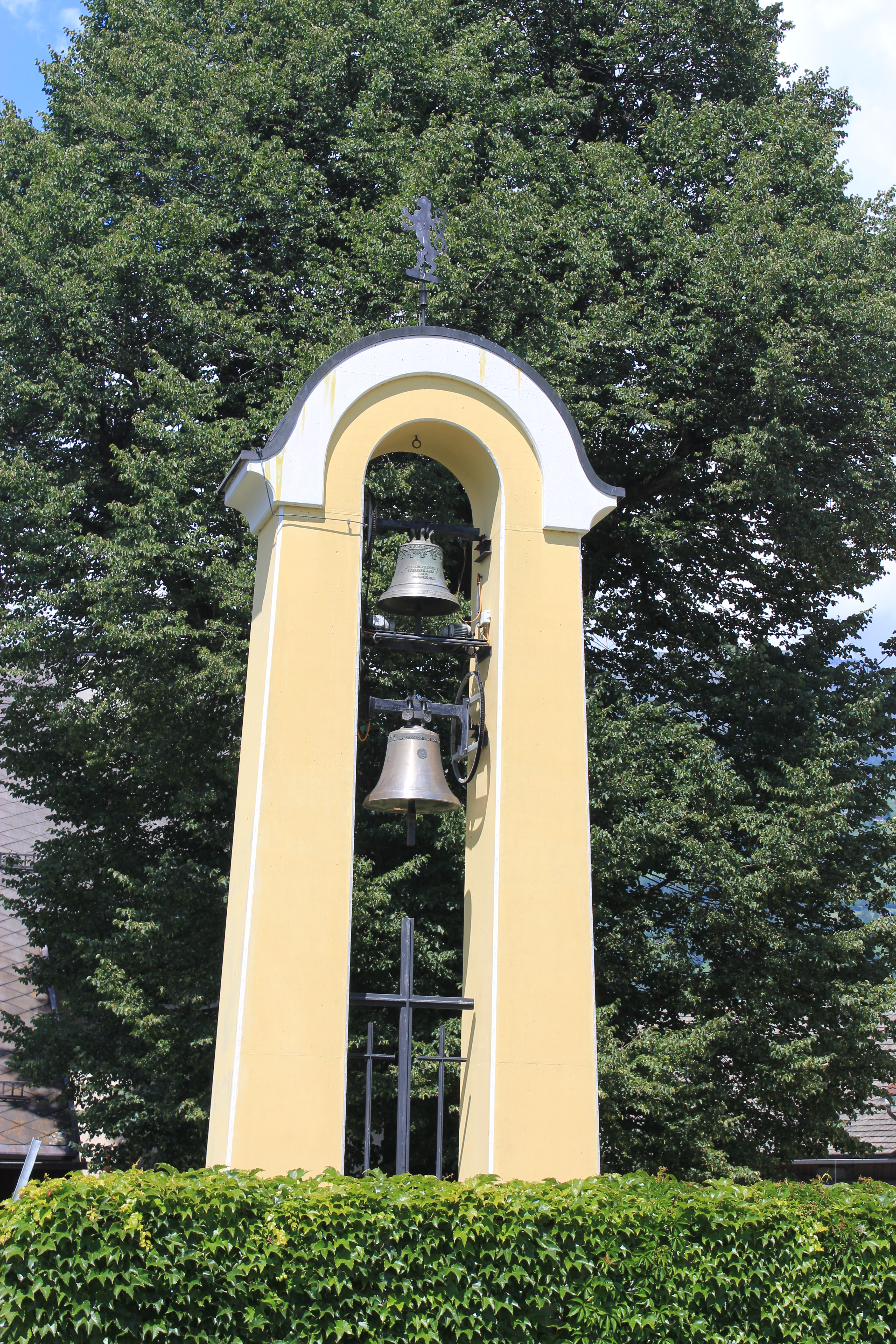
Campanile
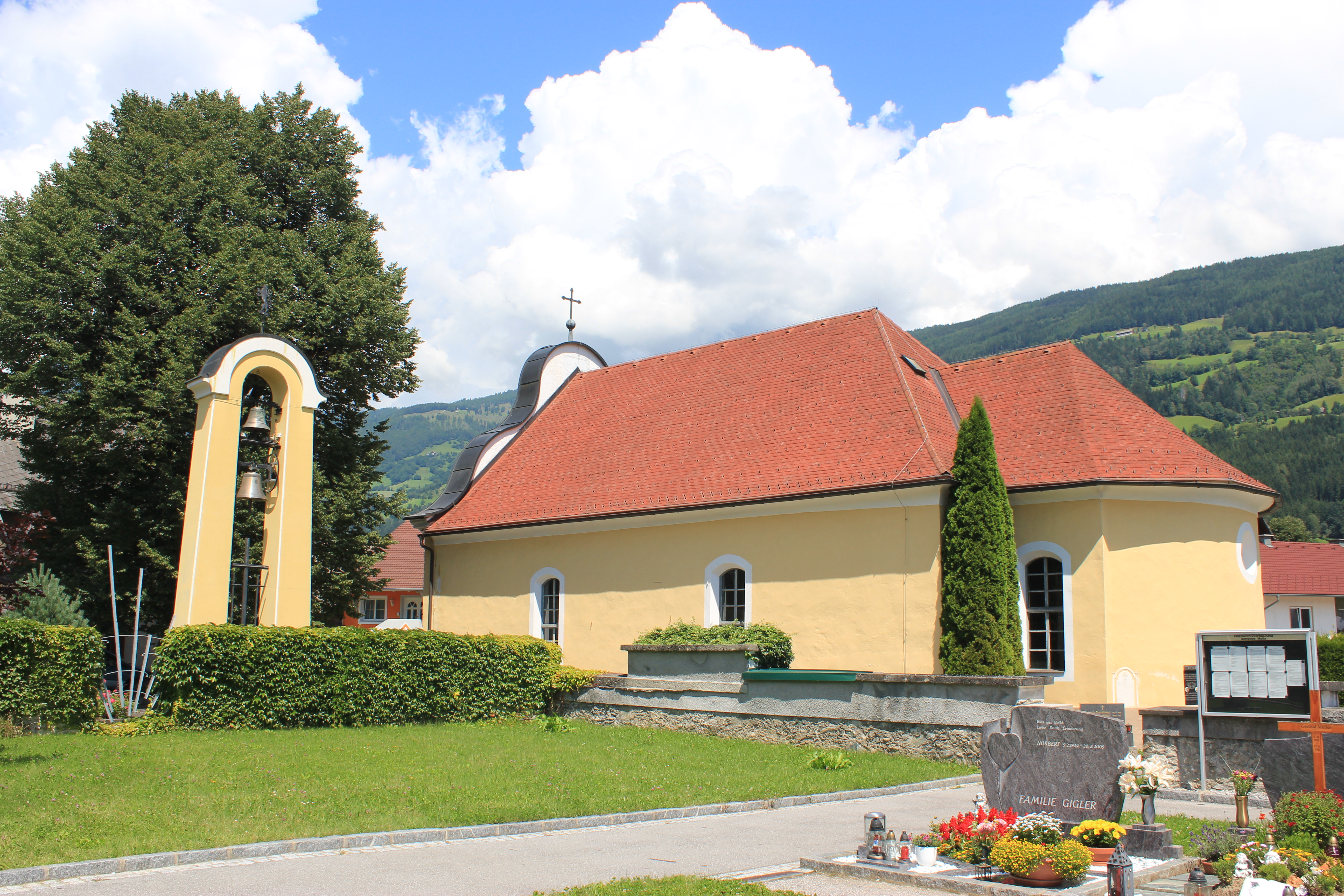
Ensemble
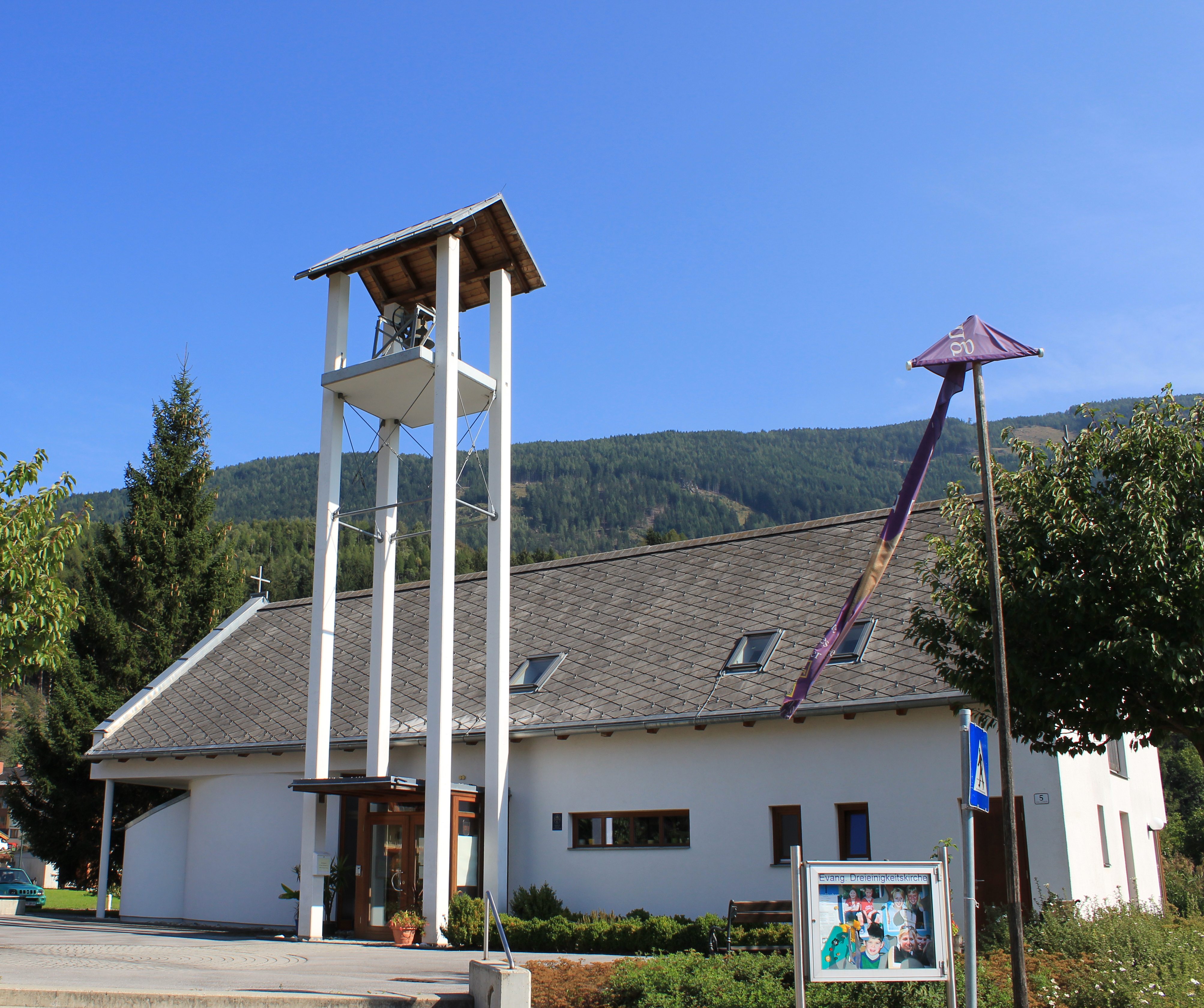
Tochterkirche in Gmünd

Koordinaten: 46° 56′ 4,4″ N, 13° 31′ 21,7″ O